# Singapur na Letnich Igrzyskach Olimpijskich 2024
Singapur na Letnich Igrzyskach Olimpijskich 2024 – występ kadry sportowców reprezentujących Singapur na igrzyskach olimpijskich, które odbyły się w Paryżu we Francji, w dniach 26 lipca – 11 sierpnia 2024.
Reprezentacja Singapuru liczyła dwadzieścioro troje zawodników – szesnaście kobiet i siedmiu mężczyzn, którzy wystąpili w 11 dyscyplinach.
Był to osiemnasty start Singapuru na letnich igrzyskach olimpijskich.

## Zdobyte medale
Singapurczycy zdobyli jeden medal - brąz żeglarza Maxa Maedera. Był to piąty wynik w dotychczasowej historii startów tego państwa na letnich igrzyskach olimpijskich i najlepszy występ od igrzysk w Rio de Janeiro w 2016, gdzie Singapurczycy poprzedni raz zdobyli medal olimpijski.
| Data       | Medal | Zawodnik   | Dyscyplina | Konkurencja      |
| ---------- | ----- | ---------- | ---------- | ---------------- |
| 9 sierpnia | Brąz  | Max Maeder | Żeglarstwo | formuła kite (m) |

## Reprezentanci

### Badminton
| Zawodnik               | Konkurencja | Faza grupowa                | Faza grupowa                  | Faza grupowa                | Faza grupowa | 1/8 finału                    | Ćwierćfinały            | Półfinały        | Finał            | Finał | Źródło      |
| Zawodnik               | Konkurencja | Przeciwnik Wynik            | Przeciwnik Wynik              | Przeciwnik Wynik            | Poz.         | Przeciwnik Wynik              | Przeciwnik Wynik        | Przeciwnik Wynik | Przeciwnik Wynik | Poz.  | Źródło      |
| ---------------------- | ----------- | --------------------------- | ----------------------------- | --------------------------- | ------------ | ----------------------------- | ----------------------- | ---------------- | ---------------- | ----- | ----------- |
| Terry Hee, Jessica Tan | mikst       | Chen / Toh P (21–23, 12–21) | Feng / Huang P (13–21, 17–21) | Chiu / Gai W (21–17, 21–12) | 3.           | NQ                            | NQ                      | NQ               | NQ               | NQ    | [ 1 ] [ 2 ] |
| Loh Kean Yew           | singel (m)  | Louda W (21–13, 21–10)      | Canjura W (21–13, 21–16)      | —                           | 1. Q         | Li W (23–21, 21–15)           | Axelsen P (9–21, 17–21) | NQ               | NQ               | NQ    | [ 3 ]       |
| Yeo Jia Min            | singel (k)  | Yavarivafa W (21–7, 21–8)   | Ludik W (21–12, 21–6)         | —                           | 1. Q         | Ohori P (21–11, 14–21, 22–24) | NQ                      | NQ               | NQ               | NQ    | [ 4 ]       |

### Golf
| Zawodnik    | Konkurencja | Runda 1 | Runda 2 | Runda 3 | Runda 4 | Łącznie | Łącznie | Łącznie | Źródło |
| Zawodnik    | Konkurencja | Wynik   | Wynik   | Wynik   | Wynik   | Wynik   | Par     | Pozycja | Źródło |
| ----------- | ----------- | ------- | ------- | ------- | ------- | ------- | ------- | ------- | ------ |
| Shannon Tan | kobiety     | 78      | 70      | 73      | 74      | 295     | +7      | 40.     | [ 5 ]  |

### Jeździectwo
Ujeżdżenie
| Zawodnik      | Konkurencja   | Koń     | Grand Prix | Grand Prix | Grand Prix Special | Grand Prix Special | Grand Prix Freestyle | Grand Prix Freestyle | Finał | Finał | Źródło |
| Zawodnik      | Konkurencja   | Koń     | Wynik      | Poz.       | Wynik              | Poz.               | Technicznie          | Artystycznie         | Wynik | Poz.  | Źródło |
| ------------- | ------------- | ------- | ---------- | ---------- | ------------------ | ------------------ | -------------------- | -------------------- | ----- | ----- | ------ |
| Caroline Chew | indywidualnie | Zatchmo | 63.351     | 56.        | —                  | —                  | NQ                   | NQ                   | NQ    | NQ    | [ 6 ]  |

### Kajakarstwo
Kajakarstwo klasyczne
| Zawodnik       | Konkurencja   | Eliminacje | Eliminacje | Ćwierćfinały | Ćwierćfinały | Półfinały | Półfinały | Finał   | Finał   | Pozycja | Źródło |
| Zawodnik       | Konkurencja   | Czas       | Pozycja    | Czas         | Pozycja      | Czas      | Pozycja   | Czas    | Pozycja | Pozycja | Źródło |
| -------------- | ------------- | ---------- | ---------- | ------------ | ------------ | --------- | --------- | ------- | ------- | ------- | ------ |
| Stephenie Chen | K-1 500 m (k) | 1:58.52    | 5.         | 1:53.88      | 5.           | 1:55.15   | 6. FC     | 1:56.55 | 7.      | 23.     | [ 7 ]  |

### Lekkoatletyka
| Zawodnik                | Konkurencja       | Runda 1 | Runda 1 | Runda 2 | Runda 2 | Półfinał | Półfinał | Finał | Finał   | Źródło |
| Zawodnik                | Konkurencja       | Wynik   | Miejsce | Wynik   | Miejsce | Wynik    | Miejsce  | Wynik | Miejsce | Źródło |
| ----------------------- | ----------------- | ------- | ------- | ------- | ------- | -------- | -------- | ----- | ------- | ------ |
| Marc Brian Louis        | bieg na 100 m (m) | 10.43   | 11. q   | DNS     | DNS     | NQ       | NQ       | NQ    | NQ      | [ 8 ]  |
| Shanti Veronica Pereira | bieg na 100 m (k) | BYE     | BYE     | 11.63   | 55.     | NQ       | NQ       | NQ    | NQ      | [ 9 ]  |
| Shanti Veronica Pereira | bieg na 200 m (k) | 23.21   | 31. R   | 23.45   | 18.     | NQ       | NQ       | NQ    | NQ      | [ 9 ]  |

### Pływanie
| Zawodnik                                                | Konkurencja              | Eliminacje | Eliminacje | Półfinał | Półfinał | Finał | Finał | Źródło                      |
| Zawodnik                                                | Konkurencja              | Czas       | Poz.       | Czas     | Poz.     | Czas  | Poz.  | Źródło                      |
| ------------------------------------------------------- | ------------------------ | ---------- | ---------- | -------- | -------- | ----- | ----- | --------------------------- |
| Gan Ching Hwee                                          | 800 m st. dowolnym (k)   | 8:32.37    | 11.        | —        | —        | NQ    | NQ    | [ 10 ]                      |
| Gan Ching Hwee                                          | 1500 m st. dowolnym (k)  | 16:10:13   | 9.         | —        | —        | NQ    | NQ    | [ 10 ]                      |
| Letitia Sim                                             | 100 m st. klasycznym (k) | 1:07.75    | 25.        | NQ       | NQ       | NQ    | NQ    | [ 11 ]                      |
| Letitia Sim                                             | 200 m st. klasycznym (k) | 2:29.46    | 22.        | NQ       | NQ       | NQ    | NQ    | [ 11 ]                      |
| Gan Ching Hwee, Quah Jing Wen, Letitia Sim, Levenia Sim | 4×100 m st. zmiennym (k) | 4:05.58    | 14.        | —        | —        | NQ    | NQ    | [ 10 ] [ 11 ] [ 12 ] [ 13 ] |
| Jonathan Tan                                            | 50 m st. dowolnym (m)    | 22.26      | 32.        | NQ       | NQ       | NQ    | NQ    | [ 14 ]                      |
| Jonathan Tan                                            | 100 m st. dowolnym (m)   | 49.60      | 38.        | NQ       | NQ       | NQ    | NQ    | [ 14 ]                      |

### Strzelectwo
| Zawodnik     | Konkurencja                     | Kwalifikacje | Kwalifikacje | Finał | Finał   | Źródło |
| Zawodnik     | Konkurencja                     | Wynik        | Pozycja      | Wynik | Pozycja | Źródło |
| ------------ | ------------------------------- | ------------ | ------------ | ----- | ------- | ------ |
| Teh Xiu Hong | pistolet pneumatyczny, 10 m (k) | 567          | 32.          | NQ    | NQ      | [ 15 ] |
| Teh Xiu Hong | pistolet sportowy, 25 m (k)     | 583          | 12.          | NQ    | NQ      | [ 15 ] |

### Szermierka
| Zawodnik                   | Konkurencja              | 1/32             | 1/16              | 1/8              | Ćwierćfinały     | Półfinały        | Finał/o 3. miejsce | Finał/o 3. miejsce | Źródło |
| Zawodnik                   | Konkurencja              | Przeciwnik Wynik | Przeciwnik Wynik  | Przeciwnik Wynik | Przeciwnik Wynik | Przeciwnik Wynik | Przeciwnik Wynik   | Pozycja            | Źródło |
| -------------------------- | ------------------------ | ---------------- | ----------------- | ---------------- | ---------------- | ---------------- | ------------------ | ------------------ | ------ |
| Kiria Tikanah Abdul Rahman | szpada indywidualnie (k) | Doig W 15–14     | Santuccio P 10–15 | NQ               | NQ               | NQ               | NQ                 | NQ                 | [ 16 ] |
| Amita Berthier             | floret indywidualnie (k) | BYE              | Scruggs P 13–15   | NQ               | NQ               | NQ               | NQ                 | NQ                 | [ 17 ] |

### Tenis stołowy
| Zawodnik    | Konkurencja | Eliminacje       | Runda 1          | Runda 2          | 1/8 finału       | Ćwierćfinały     | Półfinały        | Finał            | Finał   | Źródło |
| Zawodnik    | Konkurencja | Przeciwnik Wynik | Przeciwnik Wynik | Przeciwnik Wynik | Przeciwnik Wynik | Przeciwnik Wynik | Przeciwnik Wynik | Przeciwnik Wynik | Pozycja | Źródło |
| ----------- | ----------- | ---------------- | ---------------- | ---------------- | ---------------- | ---------------- | ---------------- | ---------------- | ------- | ------ |
| Izaac Quek  | singel (m)  | BYE              | Jorgić P 2–4     | NQ               | NQ               | NQ               | NQ               | NQ               | NQ      | [ 18 ] |
| Zeng Jian   | singel (k)  | BYE              | Malobabić W 4–3  | Akula P 2–4      | NQ               | NQ               | NQ               | NQ               | NQ      | [ 19 ] |
| Zhou Jingyi | singel (k)  | BYE              | Szőcs L 1–4      | NQ               | NQ               | NQ               | NQ               | NQ               | NQ      | [ 20 ] |

### Wioślarstwo
| Zawodnik        | Konkurencja | Eliminacje | Eliminacje | Repasaż | Repasaż | Ćwierćfinały | Ćwierćfinały | Półfinały | Półfinały | Finał   | Finał | Miejsce | Źródło |
| Zawodnik        | Konkurencja | Czas       | M.         | Czas    | M.      | Czas         | M.           | Czas      | M.        | Czas    | M.    | Miejsce | Źródło |
| --------------- | ----------- | ---------- | ---------- | ------- | ------- | ------------ | ------------ | --------- | --------- | ------- | ----- | ------- | ------ |
| Saiyidah Aisyah | jedynka (k) | 8:17.04    | 5. R       | 8:23.03 | 4. SE/F | —            | —            | 8:47.41   | 2. FE     | 8:03.29 | 4.    | 28.     | [ 21 ] |

### Żeglarstwo
Konkurencje eliminacyjne
| Zawodnik   | Konkurencja      | Wyścig | Wyścig | Wyścig | Wyścig | Wyścig | Wyścig | Wyścig | Wyścig   | Wyścig   | Wyścig   | Wyścig   | Wyścig   | Wyścig   | Wyścig   | Wyścig   | Wyścig   | Wyścig | Wyścig | Wyścig | Wyścig | Wyścig | Wyścig  | Wyścig | Wyścig | Pozycja | Źródło |
| Zawodnik   | Konkurencja      | 1      | 2      | 3      | 4      | 5      | 6      | 7      | 8        | 9        | 10       | 11       | 12       | 13       | 14       | 15       | 16       | 17     | 18     | 19     | 20     | pkt.   | miejsce | SF     | F      | Pozycja | Źródło |
| ---------- | ---------------- | ------ | ------ | ------ | ------ | ------ | ------ | ------ | -------- | -------- | -------- | -------- | -------- | -------- | -------- | -------- | -------- | ------ | ------ | ------ | ------ | ------ | ------- | ------ | ------ | ------- | ------ |
| Max Maeder | formuła kite (m) | 5      | 1      | 2      | 21 DNF | 3      | 10     | 4      | odwołany | odwołany | odwołany | odwołany | odwołany | odwołany | odwołany | odwołany | odwołany | —      | —      | —      | —      | —      | 2.      | 2.     | 3.     | brąz    | [ 22 ] |

Konkurencje z wyścigiem medalowym
| Zawodnik | Konkurencja | Wyścig | Wyścig | Wyścig | Wyścig | Wyścig | Wyścig | Wyścig | Wyścig | Wyścig   | Wyścig   | Wyścig | Wyścig | Wyścig | Punkty | Finałowa pozycja | Źródło |
| Zawodnik | Konkurencja | 1      | 2      | 3      | 4      | 5      | 6      | 7      | 8      | 9        | 10       | 11     | 12     | M*     | Punkty | Finałowa pozycja | Źródło |
| -------- | ----------- | ------ | ------ | ------ | ------ | ------ | ------ | ------ | ------ | -------- | -------- | ------ | ------ | ------ | ------ | ---------------- | ------ |
| Ryan Lo  | ILCA 7      | 15     | 8      | 11     | 29     | 23     | 25     | 44 BFD | 27     | odwołany | odwołany | —      | —      | NQ     | 138    | 25.              | [ 23 ] |